# سیارک ۴۰۹۷
سیارک ۴۰۹۷ (به انگلیسی: 4097 Tsurugisan، نامگذاری:1987WW) چهار هزار و نود و هفتمین سیارک کشف شده‌است که در ۱۸ نوامبر ۱۹۸۷ کشف شد.
قدر مطلق سیارک برابر ۱۳٫۴۰ است.